# 明道观
明道观是位于山东省青岛市崂山区崂山东麓招风岭前的一座道教全真道金山派道观。所在地海拔800多米（或说700米），是崂山百余庙宇中海拔最高者。第七批全国重点文物保护单位崂山道教建筑群中的11座建筑之一。

## 历史
此处有唐朝孙昙在崂山建山房采药的传说。清朝康熙五十三年（1714年），金山派道士宋天成创建明道观。或说原属白云洞孙不二创建的清净派。光绪年间，最为兴盛，有道士78人，房屋40余间，土地190亩，山岚1400多亩。1939年，侵华日军入山烧毁房屋15间。
1949年时，尚有5名道士。到1950年代，尚有九尊神像。1956年，青岛市人民政府拨款修缮。文化大革命中，明道观神像、经卷、文物被毁。崂山林场占用房屋。1982年，被列为青岛市级文物保护单位。后列入山东省文物保护单位。

## 现存建筑
道观山门刻“明道观”三字，为清朝宣統二年（1910年）书。明道观占地1380多平方米。建筑整体为方形院落，东西30米，南北25米。分东西两院，东院祭祀玉皇，西院祭祀三清。共有房舍32间，三间正殿，六间左配殿，三间右配殿；东西厢房各有四间，在已部分坍塌，东面三间仅剩框架，西面三间仅存房基。